# فهد العنزي
فهد صالح العنزي لاعب كرة قدم كويتي ولد في (1 سبتمبر 1988) يلعب مع منتخب الكويت لكرة القدم ونادي الكويت .
تدرج من الفئات السنية لنادي كاظمة حتى أصبح لاعبا في الفريق الأول للنادي المركز وسط , ثم انضم في صفوف فريق الاتحاد السعودي. انضم إلى منتخب الكويت لكرة القدم في 2008 و بعد تميزه في كأس الخليج 2010 وحصوله على لقب أفضل لاعب في البطولة أتت له عروض كثيرة من أندية خليجية وأوروبية مثل (القادسية الكويتي ونادي الكويت والنصر السعودي والاتفاق السعودي والاتحاد السعودي , نادي قطر والسد القطري ).
ومن أوروبا (فنربخشة التركي) و (ريسنغ الإسباني) و (بارتيزان بلغراد الصربي) وعندما ذهب إلى نادي بارتيزان بلغراد فترة تجربة أسبوع ولعب مباراتين وصنع 3 أهداف أبدأ مدرب بارتيزان إعجابه باللاعب , وطالب من إدارة النادي التوقيع معه سريعاً , إلا أنه لم ينتقل إلى النادي.
و أعير إلى نادي المرخية القطري في عام 2018 .
قدم اعتزاله دوليا في 15 فبراير 2013 بسبب ايقافه بعد حادثة مباراة الكويت وتايلند ضمن تصفيات كأس اسيا 2015 لكنه تراجع عن قراره بالاعتزال الدولي.

## ألقاب
- أفضل لاعب في خليجي 21 2012\2013
- أفضل لاعب في البطولة غرب آسيا 2010 .
- أفضل لاعب في بطولة كأس الخليج 2010 .
- أفضل لاعب عربي واعد عام 2011.

## روابط خارجية
- فهد العنزي على موقع ناشيونال فوتبول تيمز (الإنجليزية)
- فهد العنزي على موقع Soccerway.com (الإنجليزية)
- فهد العنزي على موقع كووورة